# Patrik Nagy
Patrick Nagy (Győr, 16 febbraio 1991) è un calciatore ungherese, centrocampista del Koroncó.